# Alberto Franzoni
Alberto Franzoni (* 28. August 1816 in Locarno; † 9. August 1886 ebenda) war ein Schweizer Rechtsanwalt, Politiker, Gemeinderat, Botaniker und Ständerat.

## Leben
Alberto Franzoni war Sohn des Kaufmanns und Industriellen Tommaso. Er heiratete 1840 Maria Comolli, (gestorben), dann 1845 Angela von Mentlen. Er studierte Rechtswissenschaft an der Universitäten Zürich und Pisa, wo er 1837 promovierte. Er eröffnete eine Anwalts- und Notariatskanzlei in Locarno und begann auch wichtige Studien in Botanik. Er war auch Steueranwalt und Vertreter der Tipografia elvetica. Nachdem er zu einem der Vertreter der Opposition gegen das liberale Regime geworden war, wurde er 1856 wegen der Ermordung des liberalen Aktivisten Francesco Degiorgi im Jahr 1855 in Locarno während einer politisch motivierten Schlägerei zu einer lebenslänglicher Haftstrafe verurteilt; das Appellationsgericht befand ihn jedoch für unschuldig.
Nach einer Zeit des Exils war er Stadtrat in Locarno (1865–68) und schliesslich Mitglied des Ständerats von 1875 bis 1879. Er war eine vielseitig begabte Persönlichkeit, die ihren Namen vor allem mit der Erforschung der Flora der Südschweiz verband.

## Schriften
- Le piante fanerogame della Svizzera insubrica enumerate secondo il metodo Decandolliano. In: Berichte Der Schweizerischen Botanischen Gesellschaft. (Hrsg.) A. Lenticchia, Basel 1890.